# Je n'ai rien oublié (film)
Pour les articles homonymes, voir Je n'ai rien oublié.
Ne doit pas être confondu avec la chanson de Charles Aznavour : Non, je n'ai rien oublié
Pour plus de détails, voir Fiche technique et Distribution.
Je n'ai rien oublié est un film français réalisé par Bruno Chiche, sorti en 2010. C'est un film adapté du roman Small World de Martin Suter.

## Synopsis
Conrad Lang est l'homme à tout faire d'une riche famille. Il y a été élevé comme le frère de Thomas le fils de la famille qui a le même âge que lui. Conrad met accidentellement le feu à la grande maison de vacances dont il était le gardien. Il revient alors dans la ville de son enfance, à la résidence familiale le jour du mariage de Philippe (fils de Thomas) et de Simone.
Les troubles de mémoire et de comportement répétés de Conrad révèlent rapidement une maladie neurologique (la maladie d'Alzheimer est évoquée par le docteur Cohen quand il ausculte Conrad), ce qui amène Elvira, la belle-mère de Thomas, à l'installer avec une garde-malade dans la maison d'ami de la résidence.
Conrad perd de plus en plus ses repères du présent et du passé, des souvenirs de sa petite enfance remontent à la surface. Simone se pose des questions, parce que curieusement ces souvenirs ne coïncident pas avec l'histoire que raconte la famille.

## Fiche technique
- Réalisation : Bruno Chiche
- Scénario, adaptation et dialogues : Bruno Chiche et Fabrice Roger-Lacan, Juliette Sales et Jennifer Devoldère, d'après Small World (1997) de Martin Suter
- Photographie : Thomas Hardmeier
- Musique : Klaus Badelt
- Montage : Marion Monnier
- Décors : Hervé Gallet
- Son : Jean-Jacques Ferran, Nicolas Moreau et Dominique Gaborieau
- Costumes : Véronique Perier
- Production : Nicolas Duval Adassovsky et Yann Zenou
- Sociétés de production : Yume Quad Films
- Sociétés de distribution : Studio 37, Rezo Films
- Durée : 93 minutes
- Pays de production :  France -  Allemagne
- Dates de sortie :
  - Maroc : 10 décembre 2010 (Festival international du film de Marrakech)
  - France : 30 mars 2011

## Distribution
- Gérard Depardieu : Conrad Lang
- Alexandra Maria Lara : Simone
- Françoise Fabian : Elvira
- Niels Arestrup : Thomas
- Nathalie Baye : Elisabeth
- Yannick Renier : Philippe
- Féodor Atkine : Scholler
- Olivier Claverie : Docteur Cohen
- Pascale Arbillot : Docteur Wirth
- Anne Benoît : Nadia
- Arthur Lebas : Koni enfant